# Parechinotachina plumitarsis
Parechinotachina plumitarsis är en tvåvingeart som först beskrevs av Wulp 1886.  Parechinotachina plumitarsis ingår i släktet Parechinotachina och familjen parasitflugor.
Artens utbredningsområde är Guatemala. Inga underarter finns listade i Catalogue of Life.